# Студійський монастир

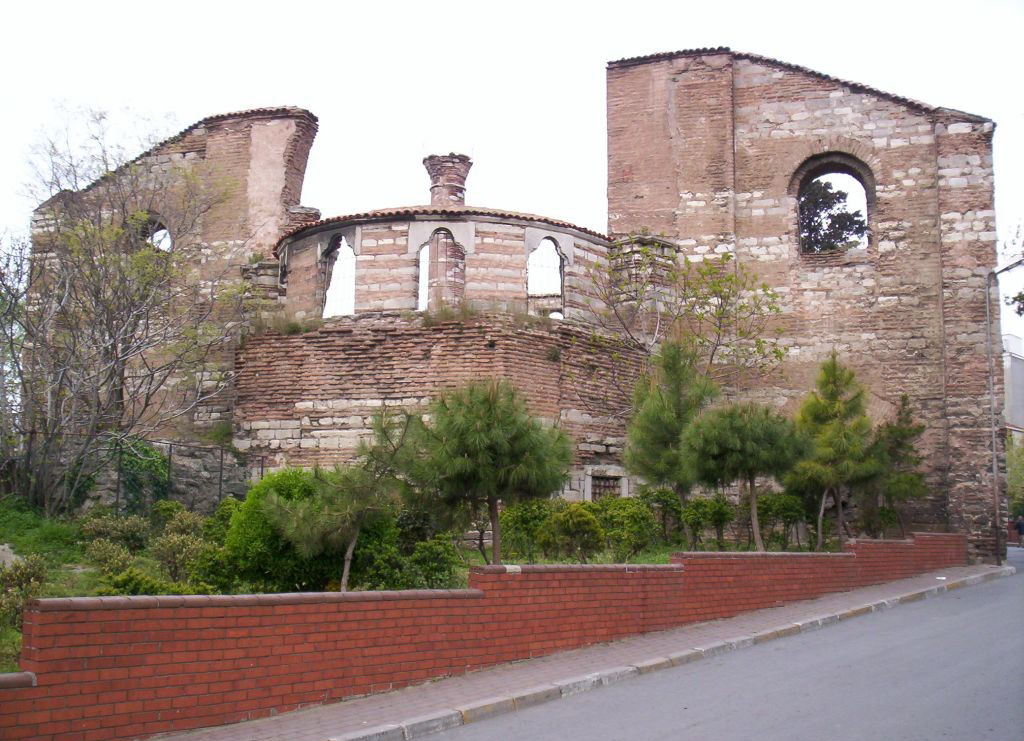
Руїни монастиря в теперішньому Стамбулі

Студійський монастир (грец. Μονή Στουδίου) — найзначніший монастир середньовічного Константинополя. Був заснований 462 року римським патрикієм Флавієм Студієм та присвячений Івану Хрестителю. Після падіння Константинополя монастир був перетворений османами в мечеть під назвою Імрахор (тур. İmrahor Camii).

## Історія
Історія Студійського монастиря бере свій початок з V століття, коли за часів імператора Лева І римський патрицій і консул Студій збудував у 462 році біля берега Мармурового моря храм Святого Івана Хрестителя і заснував при ньому монастир — Студіон. У 465 році в монастир переселилася частина громади акімітів.
В епоху іконоборства студійські ченці на чолі з ігуменом Савою (діяльним учасником Нікейського собору 787 р.) захищали іконошанування. Спадкоємцем Сави став преподобний Феодор Студит, за якого монастир став найважливішим центром культурного і суспільного життя Європи, а у богослужбовому відношенні став зразком для монастирів усієї Візантії. В цей час в монастирі був розроблений так званий Студійський устав, який згодом перейняли на Афоні та в інших православних монастирях по всьому світу. Феодор Студит активно брав участь у прийнятті найважливіших політичних рішень і мав вплив на візантійських імператорів. Він також оберігав традиції класичної грецької літератури, збирав у монастирі вчених і переписувачів. Ця традиція була продовжена його послідовниками. У середині IX століття в монастирі діяла майстерня, в якій, зокрема, був створений ілюстрований «Хлудовський псалтир».
В середині IX століття ігумен Микола наважився перечити патріарху Фотію, за що був ув'язнений у власній келії. Діяльним учасником релігійних суперечок 1053–1054 років, які часто називають вирішальними подіями в історії розділення церков, був сподвижник Симеона Нового Богослова студійський монах Микита Стифат (або Пекторат), який засуджував використання прісного хліба за літургією та деякі інші звичаї латинської церкви. Однак, після диспуту («колоквіуму») за участю папського легата кардинала Гумберта монах Микита Стифат визнав свою поразку, а також публічно власноруч спалив свій твір, спрямований проти Риму. Таким чином, Гумберт спотворив картину подій, і анафема папських легатів в Константинополі за спробу Гумберта, зроблену після скинення патріарха шляхом підбурювання населення до бунту, не мала відношення до засудження вчення римської церкви православними — від усіх претензій до Святого Престолу урочисто відмовилися ще до анафеми і знову їх не висували.
У XI столітті монастир переживав новий злет. Тут працювали кілька визначних візантійських письменників, обитель також мала популярність серед правлячих осіб — три скинутих з престолу імператора (Михайло V, Михайло VII та Ісаак Комнін) прийняли в Студійському монастирі чернечий постриг. У XII столітті монастир зберігав статус однієї з важливих обителей Константинополя. За повідомленнями паломників з Русі, в XIII столітті тут було до 700 ченців.
Студійський монастир зазнав руйнувань при розграбуванні Константинополя хрестоносцями в 1204 році й при взятті міста турками в 1453 році. Конюший Баязида II перетворив соборний храм Святого Івана Хрестителя на мечеть Імрахор (тобто «мечеть Конюшого»), але навіть це не врятувало його від руйнування пожежами 1782 і 1920 років. Землетрус 1894 року довершив руйнування студійських будівель. У передреволюційні роки на території монастиря діяв Російський археологічний інститут під керівництвом професора Федора Успенського.
До теперішнього часу монастир не було відреставровано і він стояв у напівзруйнованому стані. У лютому 2013 року влада Стамбула ухвалила рішення реконструювати монастир і перетворити його на мечеть.

## Студійський устав
У IX столітті, коли ігуменом Студійського монастиря був преподобний Теодор Студит, в монастирі був розроблений устав, що отримав назву студійського. В ті часи кожен монастир мав власний устав, проте Студійський устав почали переймати й інші монастирі. З Константинополя Студійський устав поширився на Афон та на терени південної Італії. У 1073 році грецький чернець Михайло передав його преподобному Теодосію Печерському. Згодом цей устав перейняли всі монастирі Київської Русі, однак з плином часу ця чернеча традиція згубилась.